# Chiesa di Santa Margherita (Villaurbana)
La chiesa di Santa Margherita è un edificio religioso situato a Villaurbana, centro abitato della Sardegna centrale. Consacrata al culto cattolico è sede dell'omonima parrocchia e fa parte dell'arcidiocesi di Oristano.
La fabbrica attuale, in forme barocche, venne edificata tra il 1715 ed il 1717 sopra un preesistente impianto databile al 1450 del quale rimane il fonte battesimale. La chiesa custodisce inoltre due simulacri di santa titolare.